# Sqoon
Sqoon (スクーン Sukūn?) är ett sidscrollande shoot 'em up-spel utgivet 1986 av Irem till NES.

## Handling
Utomjordingar från Neptunus är i behov av näringsämnen, och invaderar Jorden, och smälter packisen vid polerna, och landmassorna börjar sjunka ner i havet. Pentagon i USA (i den västerländska versionen: generalen för Jordens försvarsstyrkor) ber piraten Narikeen att använda sin ubåt Sqoon till att beskjuta utomjordingarna. Narikeen går med på detta.

### Fotnoter
1. 1 2  ”Sqoon”. NES DB. 10 mars 1986. Arkiverad från originalet den 4 mars 2016. https://web.archive.org/web/20160304140251/http://www.nesdb.se/game_more.php?id=1356&rid=4. Läst 28 juni 2014.